# Kia Sorento
De Kia Sorento is een SUV van het Zuid-Koreaanse automerk Kia. Het model werd vanwege de aantrekkelijke prijsstelling bij introductie snel populair in zijn klasse. De Kia Sorento staat in eigen land in de top 10 van de meest verkochte auto's.

## Modelgeschiedenis

### 1e generatie (2002-2009)
Een korte tijd na zijn Amerikaanse introductie op de Chicago Motor Show van 2002 werd het model gepresenteerd op de Motorshow van Genève. Het model was bij zijn introductie leverbaar met twee benzine-, en één dieselmotor, en was leverbaar in vier verschillende uitvoeringen. Het instapmodel droeg de naam LX met zich, daarna kwam de EX, gevolgd door de EX Costom en de EX luxe. Uiteindelijk werden deze benamingen voor de uitvoeringen gewijzigd in Comfort (LX), Adventure (EX), M-Bition (EX Costom) en X-Clusive (EX Luxe). Dit gebeurde in 2005.
Eind 2006 presenteerde Kia het gefacelifte model Sorento, zoals hij tot 2009 te koop was. Het aantal motoren werd gereduceerd naar twee, één benzine- en één dieselmotor, en het aantal uitvoeringen werd teruggedrongen naar drie. Als instapversie voor de benzine-uitvoeringen staat er de Adventure, gevolgd door de X-Clusive. De Dieseluitvoeringen beginnen bij de Comfort, waarna de Adventure en de X-clusive volgen. Het model steeg na deze facelift fors in prijs en is niet meer leverbaar met een lichte benzinemotor.

### Tweede generatie (2009-2014)
In 2009 werd de helemaal nieuwe Sorento gepresenteerd op de Seoul Motorshow. Sinds september van dat jaar stond deze bij de dealers in Nederland.
De oude Sorento wordt niet meer geproduceerd, maar is in sommige Europese landen, zoals bijv Engeland, nog steeds leverbaar.

### Derde generatie (2014-2020)

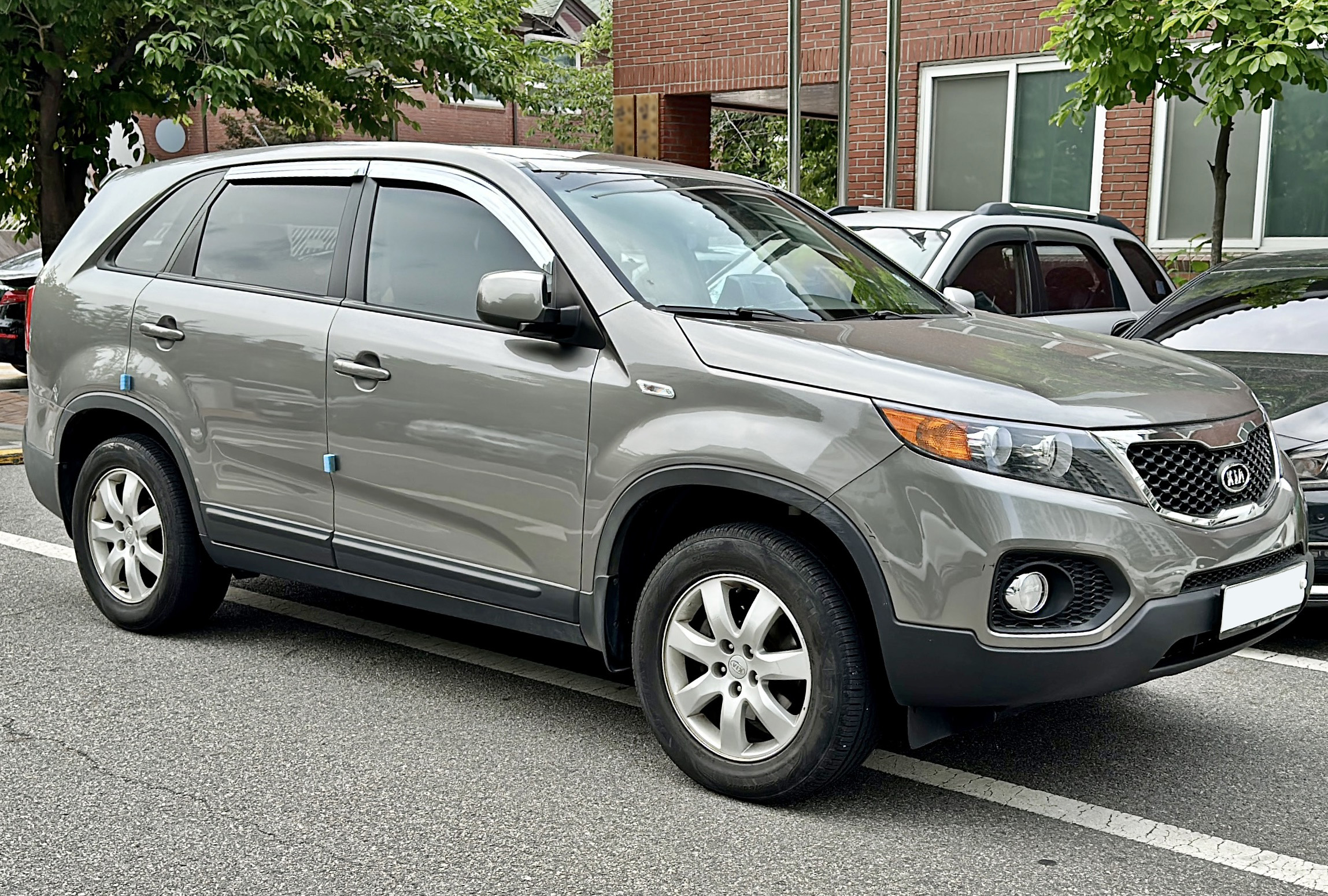
Kia Sorento XM

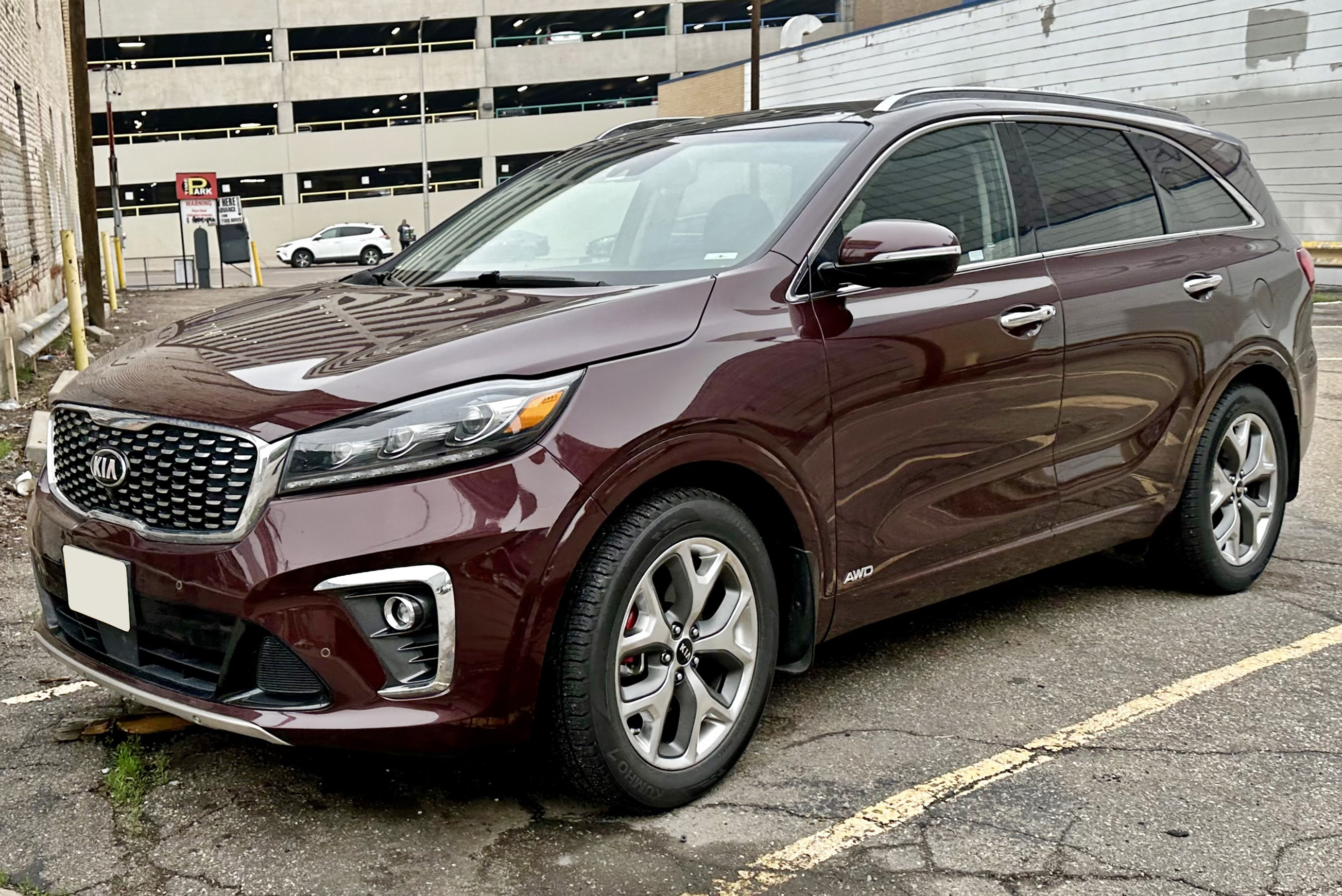
Kia Sorento UM

Kia Motors onthulde de derde generatie Sorento in Zuid-Korea in augustus 28, 2014. Het voertuig maakte daarna zijn Europese debuut op de 2014 Paris Motor Show. De derde generatie Sorento deelt het platform met de 2015 Kia Carnival, eveneens beschikbaar als een vijfzits of zevenzits uitvoering. De lengte van het voertuig is 95 mm langer dan de vorige generatie.

## Motoren

### Generatie 1 (2003-2007)
2.4 16V benzinemotor,
- Vier cilinders in lijn
- Vier cilinders
- Vier kleppen per cilinder
- Cilinderinhoud 2351 cm³
- Vermogen 102 kW (139 pk)
- Koppel 196 Nm @ 2500 tpm
- Multipoint injectie
- Tweewielaangedreven/Vierwielaangedreven

3.5 V6 benzinemotor,
- Zes cilinders in V-vorm
- Vier kleppen per cilinder
- Cilinderinhoud 3497 cm³
- Vermogen 143 kW (195 pk)
- Koppel 300 Nm @ 3000 tpm
- Multipoint injectie
- Vierwielaangedreven

2.5 CRDi dieselmotor,
- Vier cilinders in lijn
- Vier cilinders
- Vier kleppen per cilinder
- Cilinderinhoud 2497 cm³
- Vermogen 103 kW (140 pk)
- Koppel 320 Nm @ 2000 tpm
- Common Rail
- Turbo met intercooler
- Vierwielaangedreven

### Generatie 2 (2007-2009)
3.3 V6 benzinemotor,
- Zes cilinders in V-vorm
- Vier kleppen per cilinder
- Cilinderinhoud 3342 cm³
- Vermogen 177 kW (241 pk)
- Koppel 307 Nm @ 4500 tpm
- Multipoint injectie
- Vierwielaangedreven

2.5 CRDi VGT dieselmotor,
- Vier cilinders in lijn
- Vier cilinders
- Vier kleppen per cilinder
- Cilinderinhoud 2497 cm³
- Vermogen 125 kW (170 pk)
- Koppel 392 Nm @ 2000 tpm
- Common Rail
- Turbo met intercooler
- Vierwielaangedreven

### Generatie 3 (2009-heden)
2.4 16V benzinemotor,
- Vier cilinders in lijn
- Vier kleppen per cilinder
- Cilinderinhoud 2349 cm³
- Vermogen 125 kW (174 pk)
- Koppel 230 Nm @ 3750 tpm
- Multipoint injectie
- Tweewielaangedreven/Vierwielaangedreven

2.2 CRDI dieselmotor
- Vier cilinders in lijn
- Vier kleppen per cilinder
- Cilinderinhoud 2199 cm³
- Vermogen 145 kW (197 pk)
- Koppel 430 Nm @ 1800-2500 tpm
- Common rail direct injectie
- Tweewielaangedreven/Vierwielaangedreven